# Lișcoteanca, Brăila
Lișcoteanca este un sat în comuna Bordei Verde din județul Brăila, Muntenia, România.